# Titus Gebel
Titus Gebel (* 19. Juni 1967 in Würzburg) ist ein deutscher Unternehmer, Jurist, politischer Aktivist und Autor. Gebel war Vorstandsvorsitzender der Holding Deutsche Rohstoff AG und Geschäftsführer der Rhein Petroleum GmbH. Titus Gebel vertritt proprietaristische politische Vorstellungen; er fördert weltweit unternehmerisch geführte Privatstädte als vermeintliche Alternative zu demokratisch organisierten Gesellschaften.

## Leben
Titus Gebel ist nach eigenen Angaben im Heidelberger Raum als Sohn eines Berufsoffiziers und einer Lehrerin aufgewachsen. Bereits als Gymnasiast trat er nach demnach der Jungen Union bei. 1986 ging er als Zeitsoldat zur Bundeswehr. Bei seinem späteren Studium sei er der Liberalen Hochschulgruppe beigetreten, sei sechzehn Jahre FDP-Mitglied gewesen und bekleidete dabei verschiedene parteipolitische Ämter auf kommunaler Ebene.
Gebel promovierte an der Universität Heidelberg und am Max-Planck-Institut für ausländisches öffentliches Recht und Völkerrecht. Anschließend arbeitete er nach eigenen Angaben einige Jahre als Rechtsanwalt und anschließend als Manager bei verschiedenen Unternehmen in der Biotechnologie-, Venture-Capital- und Rohstoffbranche.
Im Jahr 2006 gründete er zusammen mit Thomas Gutschlag die Holdinggesellschaft Deutsche Rohstoff AG, die er bis 2014 als CEO führte. Die Gesellschaft beteiligte sich zunächst an Explorations- und Entwicklungsprojekten und baute später eine eigene Produktion auf, vor allem in Australien und den USA (Gold, Silber, Wolfram, Molybdän, Erdöl, Erdgas). Seit 2010 ist die Deutsche Rohstoff AG an der Börse in Frankfurt gelistet und erwirtschaftete unter anderem mit der umstrittenen Ölfördermethode Fracking im Jahr 2018 einen Jahresumsatz von 108 Millionen Euro. Die Rhein Petroleum GmbH wurde 2007 gegründet, um aufgelassene Ölfelder in Süddeutschland wieder in Betrieb zu nehmen, und hat inzwischen die Produktionsphase erreicht.
Heute ist Titus Gebel als Unternehmer und Fürsprecher für neuartige von ihm sogenannte „Sonderwirtschaftszonen“ tätig, insbesondere in Entwicklungsländern. Er ist Gründer der Free Cities Foundation, Präsident und CEO des Unternehmens TIPOLIS Corporation, Mitglied im Board des Seasteading-Instituts von Peter Thiel und Patri Friedman, sowie Partner von NeWAY Capital.

## Politischer Aktivismus

### Freie Privatstädte(2018)
Titus Gebel lehnt die Demokratie als Staatsform ab und betrachtet privatunternehmerisch geführte Stadtstaaten als tragfähige Alternative. Anhänger vergleichbarer Ideen bezeichnen sich selbst meist als Libertäre oder Anarchokapitalisten. In seinem 2018 erschienenen Buch Freie Privatstädte skizziert Gebel sein Modell einer „privaten Stadt“, in der hoheitliche Aufgaben der Kommune beziehungsweise des Staates durch das betreibende Unternehmen gestellt und bestimmt werden. De facto handelt es sich nach außen um Gated Communitys. Ausdrücklich bezeichnet Gebel sein Konzept auch als Mittel zur Bewältigung von Migrationsbewegungen, die er subsumierend als „Migrationskrise“ bezeichnet.
Gebel modifiziert das Charter City Konzept Paul Romers, das bislang nur in Texas und Florida in Einzelfällen eine Umsetzung fand. Dies führt Gebel auf fehlende Bereitschaft von Staaten zurück, Verwaltungsbeamte eines Drittstaates im eigenen Territorium hoheitliche Aufgaben erfüllen zu lassen. In einer sogenannten Freien Privatstadt bietet stattdessen ein privates Unternehmen den künftigen Bewohnern seine Dienste als „Staatsdienstleister“ an. Primär geht es um Sicherheitsgarantien, wie den Schutz von Leben, Freiheit und Eigentum in dem von der Firma betriebenen, abgegrenzten Gebiet. Hoheitliche Aufgaben wie Sicherheits- und Rettungskräfte, die Gewährleistung eines Rechts- und Ordnungsrahmens werden vom Unternehmen organisiert. Es soll eine vom Unternehmen organisierte „unabhängige Streitschlichtung“ anstelle ordentlicher Gerichte geben. Die Bewohner zahlen nach Gebels Privatstadt-Konzept einen vertraglich fixierten Betrag für diese Leistungen pro Jahr. Das betreibende Unternehmen kann den Vertrag später nicht einseitig ändern. Die sogenannten „Vertragsbürger“ haben einen Rechtsanspruch darauf, dass er eingehalten wird und einen Schadensersatzanspruch bei Schlechterfüllung. Streitigkeiten zwischen ihnen und dem „Staatsdienstleister“ sollen vor unabhängigen Schiedsgerichten verhandelt werden, das jedoch nicht auf dem bürgerlichen Recht basiert, sondern sich am internationalen Handelsrecht orientieren soll. Ignoriert der Betreiber die Schiedssprüche oder missbraucht er seine Macht auf andere Weise, so die Theorie Gebels, würden seine Kunden abwandern und er ginge insolvent.
Das Konzept wird sowohl positiv in der Medienlandschaft besprochen, als auch als neokolonialistisch, antidemokratisch und „Wiederkehr des Feudalismus“ kritisiert.

### Free-Cities Initiative
Gebel ist Gründer der Free Cities Foundation, einer außerhalb Deutschlands registrierten Stiftung zur Förderung der Privatstädte weltweit. Gebel organisierte 2019 mit Daniel Gottschald, Geschäftsführer TUM Campus Heilbronn eine Investorenkonferenz für Próspera. Seine Stiftung ist an der Privatstadt Próspera beteiligt. Die Regierung von Honduras lehnt das Projekt ab, der Widerstand in der Bevölkerung wächst und mehr als 180 Gemeinden in Honduras erklärten sich als „frei von Privatstädten“.
Gebel ist an verschiedenen Initiativen für Privatstädte (free private cities; enterprise cities) weltweit aktiv u. a. in Honduras und Sao Tomé. Eine ähnliche Initiative in Döbeln (Sachsen) stieß bei der Kommunalpolitik auf große Bedenken, da sich umfangreiche Beziehungen zur AfD-nahen Atlas-Initiative, zur Reichsbürgerbewegung und zur Partei Freie Sachsen (2021) nachweisen lassen.

### Leugnung des menschengemachten Klimawandels
Gebel war Mitinitiator des Portals klimafragen.org. Es sammelte Fragen an bundespolitische Parteien und die Bundesregierung, die die menschengemachte globale Erwärmung und den Sinn der Gegenmaßnahmen in Frage stellen. Mitwirkende sind u. a. Vera Lengsfeld und Carlos Gebauer.

## Veröffentlichungen
- Der Treuhandgedanke und die Bewahrung der biologischen Vielfalt. Pro Universitate, Berlin 1998, ISBN 978-3-932490-39-2.
- Freie Privatstädte. Aquila Urbis, Walldorf 2018, ISBN 978-3-00-059289-8.